# Argonuts - Missione Olimpo
Argonuts - Missione Olimpo (Pattie et la colère de Poséidon) è un film d'animazione del 2022 diretto da David Alaux.

## Trama
La vita felice e spensierata della cittadina di Yolcos, una florida cittadina dell'Antica Grecia, viene minacciata improvvisamente dall'ira di Poseidone.

## Distribuzione
Il film è stato distribuito nelle sale cinematografiche italiane a partire dal 9 febbraio 2023.